# 구다라노코니키시 안기
구다라노코니키시 안기(일본어: 百済王 安義, ?~838년 1월 1일)는 일본 헤이안 시대의 귀족으로, 최종 관위는 종4위하였다.

## 참고 자료
- 森田悌『日本後紀 （下）』講談社〈講談社学術文庫〉、2007年
- 森田悌『続日本後紀 （上）』講談社〈講談社学術文庫〉、2010年
- 宝賀寿男『古代氏族系譜集成』古代氏族研究会、1986年